# Freigericht Kaichen

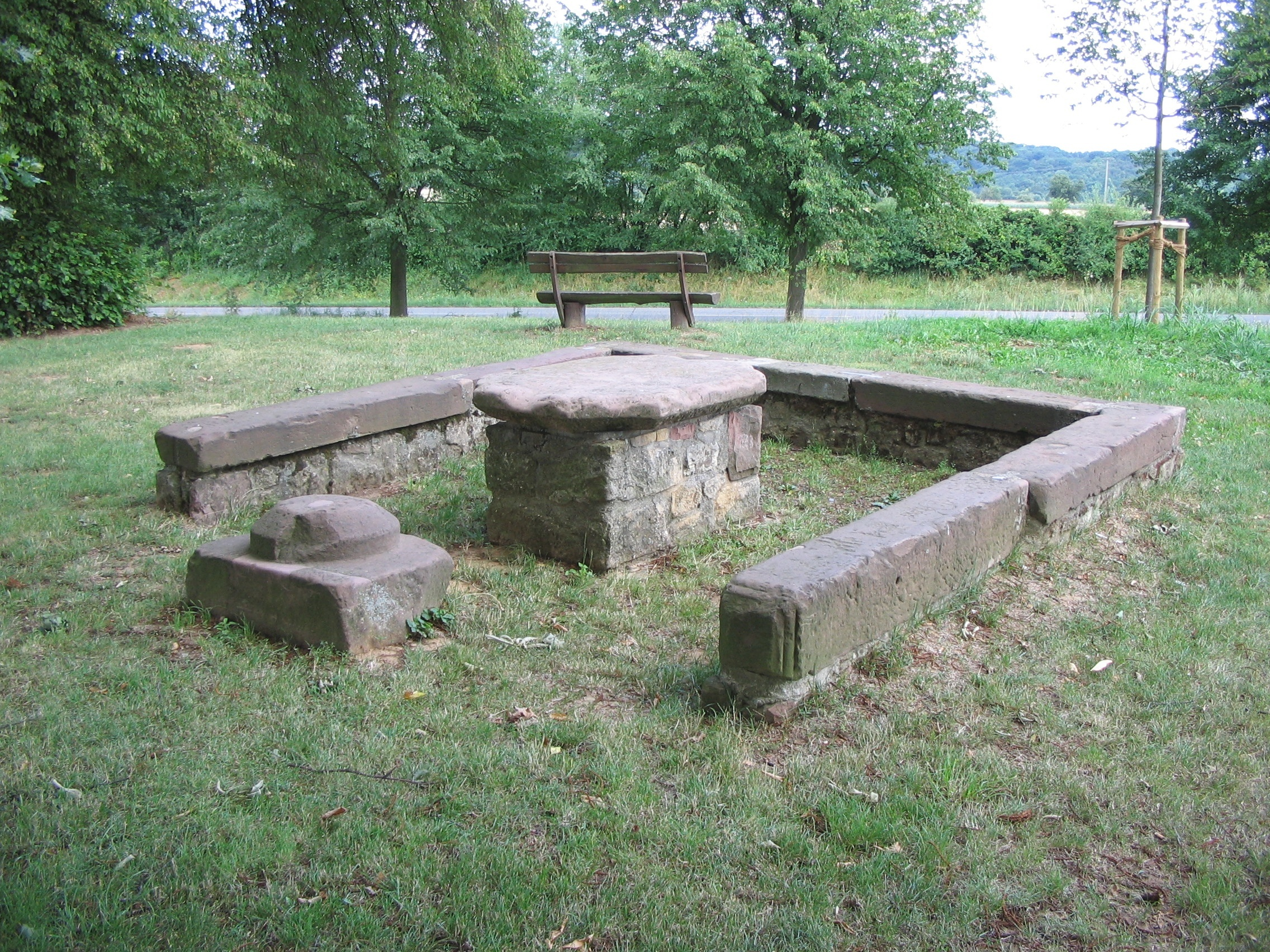
Der steinerne Tisch – Gerichtsstätte des Freigerichts in Kaichen

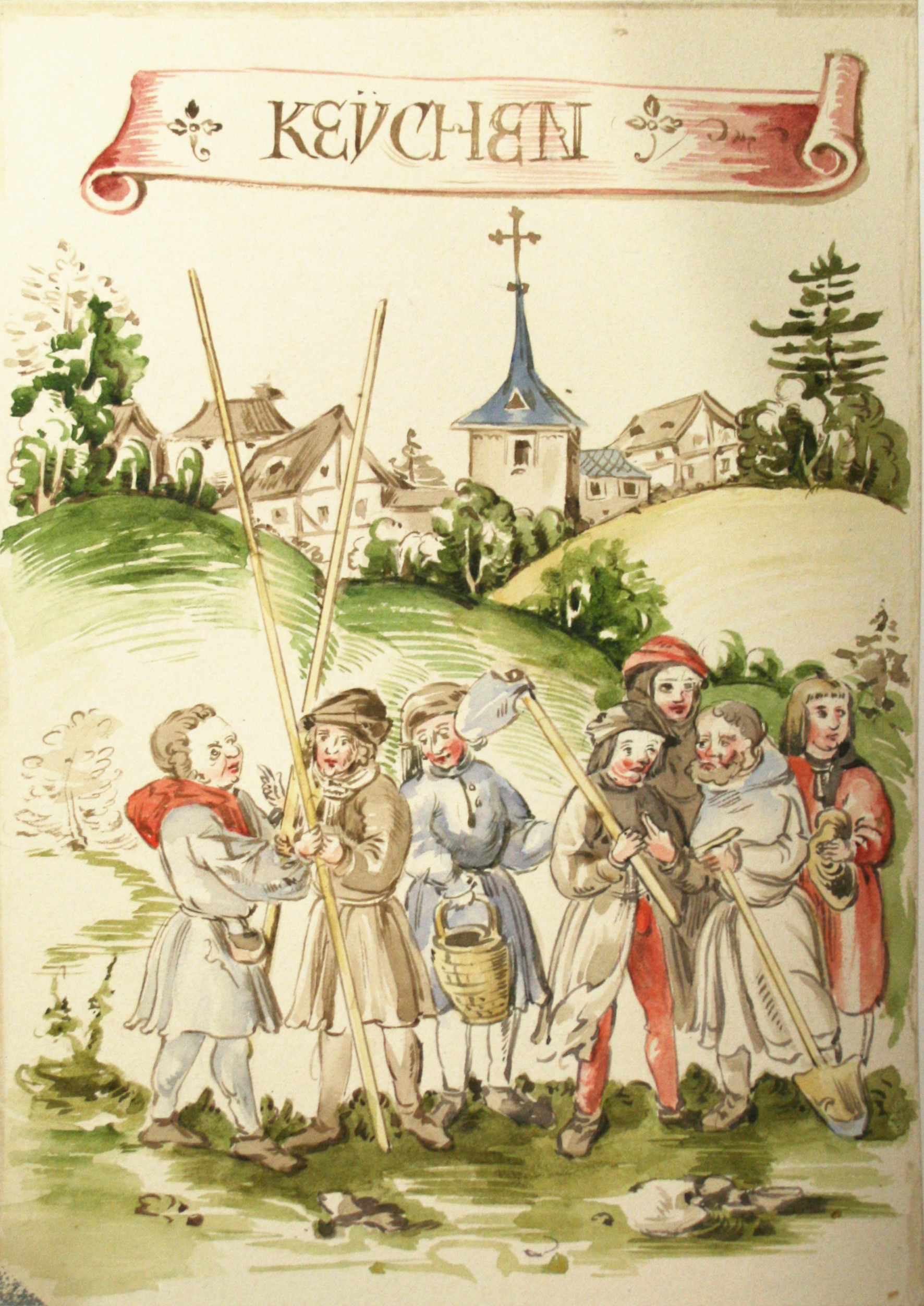
Landscheider mit ihrem Werkzeug bei der Grenzbereinigung, im Hintergrund die Ortschaft Kaichen – Illustration aus dem Naumburger Salbuch (um 1514)

Das Freigericht Kaichen war ein Territorium im alten römisch-deutschen Reich.

## Geografische Lage
Das Freigericht Kaichen liegt in der Wetterau bei Friedberg im heutigen Hessen.
Zusammensetzung
Als Freigericht (Feme) bildete es eine eigene Herrschaft („Grafschaft Kaichen“). Ein Kopialbuch aus dem frühen 15. Jahrhundert, das im Institut für Stadtgeschichte in Frankfurt aufbewahrt wird, enthält die erste zusammenhängende Aufzählung der zugehörigen Orte:
- Kaichen
- Heldenbergen
- Büdesheim
- Rendel
- Klein-Karben
- Groß-Karben
- Okarben
- Hulshofen (Wüstung westlich Okarbens)
- Kloppenheim
- Ilbenstadt
- Altenstadt
- Oberau
- Rommelhausen
- Helmanshausen (Wüstung bei Altenstadt)
- Rodenbach
- Klein-Altenstadt (Wüstung bei Altenstadt)

Eine spätere Hinzufügung nennt außerdem:
- Burg Dorfelden
- Höchst an der Nidder
- Assenheim
- Burg-Gräfenrode

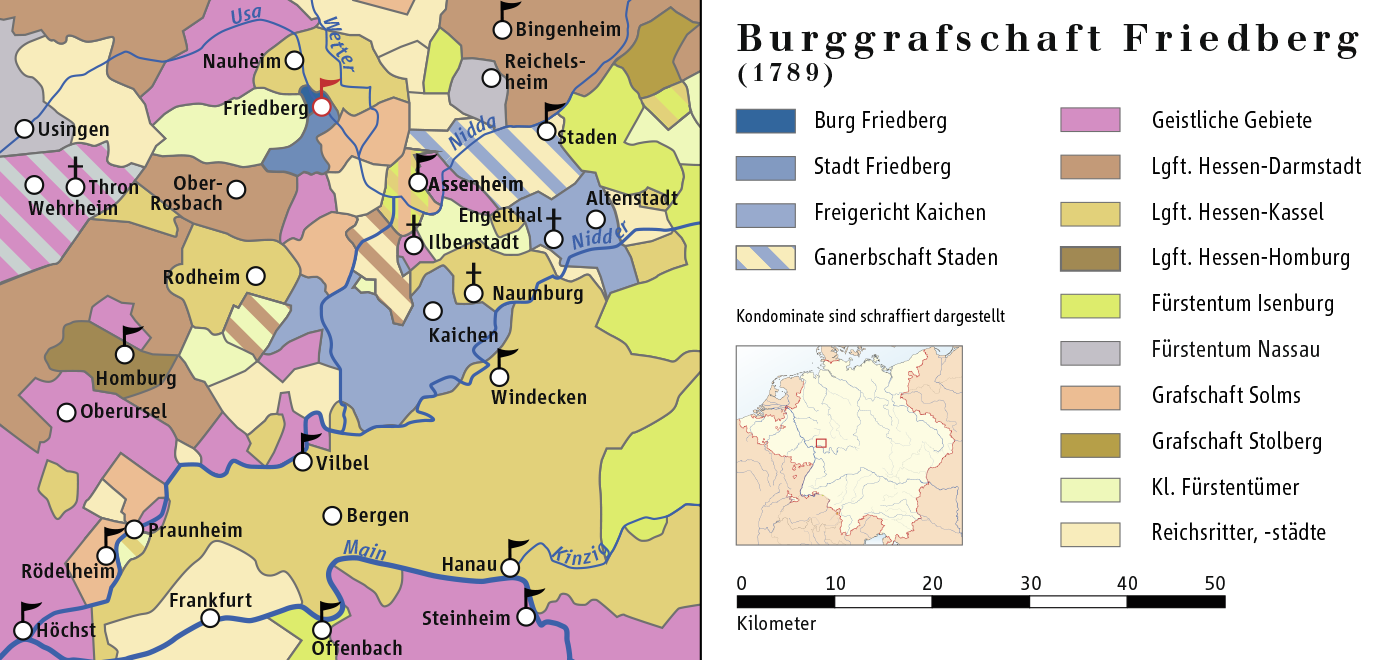
Burggrafschaft Friedberg mit dem Freigericht Kaichen 1789.

Dies wird aber durch die weitere Überlieferung nicht bestätigt. Assenheim stand wohl in einer näheren Beziehung zum Freigericht, ohne selbst zu diesem zu gehören. Die Burg Assenheim war seit der Münzenberger Erbschaft geteilt zwischen Hanau (später Hessen-Kassel) und Falkenstein (später Isenburg/Cronberg und Solms-Rödelheim). Das Cyriacuskloster Naumburg wird in einem Weistum von 1439 als zugehörig erwähnt, stand aber unter hanauischer Schutzherrschaft, was wiederholt Anlass zu Auseinandersetzungen zwischen Hanau und dem Freigericht bzw. der Burggrafschaft gab, die in der Naumburger Fehde 1564–1569 gipfelten. Das Freigericht zerfiel damit in zwei durch einen schmalen Streifen mit den Ortschaften Ilbenstadt und Erbstadt (zum Kloster Ilbenstadt bzw. zur hanauischen Kellerei Naumburg) getrennte Teile. Schwerpunkte der beiden Gebiete waren damit Karben einerseits und Altenstadt andererseits.

## Politischer Status

### Mittelalter
Die Gerichtsstätte des Freigerichts befand sich im Dorf Kaichen. Dort wurde die Gerichtsbarkeit im Namen des Königs ausgeübt. Das geschah unter freiem Himmel am Steinernen Tisch, einem noch heute erhaltenen Kulturdenkmal. Das Gericht war ein Blutgericht und hatte damit auch die Kompetenz, sich mit Verbrechen zu befassen, auf die die Todesstrafe stand. Außerdem war es Berufungsgericht.

### Neuzeit
In der frühen Neuzeit gelang es dem Freigericht nicht – im Gegensatz zu einer Reihe von Herrschaften, die es umgaben – den Territorialisierungsprozess erfolgreich zu bestehen und eine eigene Landeshoheit auszubilden. Die eigene Gerichtsbarkeit reichte in diesem neuen System nicht mehr aus, um die Eigenständigkeit gegenüber den umliegenden Mächten zu wahren. Diese strebten danach, die Reichsunmittelbarkeit aufzulösen und das Gebiet unter ihre Herrschaft zu bringen. Darunter befanden sich die Burggrafschaft Friedberg, ein genossenschaftlich organisierter Adelsverband, der dem Wetterauischen Reichsgrafenkollegium nahestand, die Freie Reichsstadt Frankfurt und die Herren und Grafen von Hanau.
Lehnsbesitz der Friedberger Burgmannen im Freigericht wird bereits im ersten schriftlich überlieferten Urteil aus dem Jahr 1293 deutlich. Dort treten mit zwei Ausnahmen ausschließlich Friedberger Burgmannenfamilien als Zeugen auf. Möglicherweise hatten diese ihre Lehen bereits in staufischer Zeit als Dienstgüter für die Reichsburg Friedberg aus Reichsbesitz oder dem an das Reich zurückgefallenen Besitz der Grafen von Nürings in der Region (Grafschaft Malstatt) erhalten. Bereits 1376 hatte die Burggrafschaft selbst erste Rechte im Freigericht erworben, dessen Landeshoheit sie endgültig 1475 zugesprochen bekam. 1806 gelangte das Territorium des Freigerichts Kaichen weitestgehend an das Großherzogtum Hessen (-Darmstadt).
Im Freigericht Kaichen galt ein besonderes Partikularrecht, die Friedberger Polizeiordnung. 1679 wurde sie erneuert und gedruckt. Damit ist sie zum ersten Mal schriftlich fassbar. Sie behandelte überwiegend Verwaltungs-, Polizei- und Ordnungsrecht. Insofern blieb für den weiten Bereich des Zivilrechts das Solmser Landrecht die Hauptrechtsquelle. Das Gemeine Recht galt darüber hinaus, wenn all diese Regelungen für einen Sachverhalt keine Bestimmungen enthielten. Diese Rechtslage blieb auch im 19. Jahrhundert geltendes Recht, nachdem das Freigericht an das Großherzogtum Hessen übergegangen war. Erst das Bürgerliche Gesetzbuch vom 1. Januar 1900, das einheitlich im ganzen Deutschen Reich galt, setzte dieses alte Partikularrecht außer Kraft.